# Россош (гміна)
Гміна Россош (пол. Gmina Rossosz) — сільська гміна у східній Польщі. Належить до Більського повіту Люблінського воєводства.
Станом на 31 грудня 2011 у гміні проживало 2369 осіб.

## Площа
Згідно з даними за 2007 рік площа гміни становила 76.12 км², у тому числі:
- орні землі: 66.00%
- ліси: 29.00%

Таким чином, площа гміни становить 2.76% площі повіту.

## Населення
Станом на 31 грудня 2011:
| Опис     | Загалом | Загалом | Чоловіки | Чоловіки | Жінки | Жінки |
| -------- | ------- | ------- | -------- | -------- | ----- | ----- |
| одиниця  | осіб    | %       | осіб     | %        | осіб  | %     |
| все      | 2369    | 100     | 1207     | 50.95    | 1162  | 49.05 |
| міське   | 0       | 100     | 0        |          | 0     |       |
| сільське | 2369    | 100     | 1207     | 50.95    | 1162  | 49.05 |

## Сусідні гміни
Гміна Россош межує з такими гмінами: Комарувка-Подляська, Ломази, Вішніце.